# Roger Ier de Blois
Pour les articles homonymes, voir Roger Ier.
Roger Ier de Blois († 24 juin 1024) fut chancelier royal puis évêque de Beauvais. Ce fut le premier comte-évêque de Beauvais.

## Biographie

### Famille
Roger Ier de Blois ou de Beauvais a une filiation incertaine, ainsi que sa sœur avérée Héloïse (ou Helvide, Helvise) de Pithiviers :
- on l'a d'abord présenté comme un fils du comte de Blois Eudes Ier de Blois et de sa femme Berthe de Bourgogne, mais cette thèse est aujourd'hui abandonnée[n 2] ;
- l'historien chartiste Léon-Honoré Labande, dans sa thèse des Chartes « Histoire de la ville de Beauvais » (1890), adopte une autre position. Dans ce cadre, l'hypothèse (citée par les historiens Christian Settipani et François Doumerc[3] font de Roger un descendant en lignée agnatique et cognatique des Laon et des Bassigny-Bolenois, comme d'ailleurs le comte palatin Hugues de Beauvais, qui reste dans ce schéma le frère de Roger et d'Héloïse de Pithiviers. Mais les trois n'auraient curieusement plus de lien avec les Blois. De plus, les qualificatifs de Blois ou de Champagne attribués à Roger ne peuvent s'expliquer uniquement par la fidélité envers les comtes de cette grande maison ; pour le nom de Beauvais, il peut certes évoquer son épiscopat à Beauvais — mais le comte Hugues le porte aussi — et l'on peut rappeler que les Blois sont alors les comtes laïcs de Dreux et de Beauvais).
- Reste d'actualité une hypothèse reprenant un manuscrit de l'abbé d'Espagnac[4], où le père de Roger serait Hugues de Blois, archevêque de Bourges, fils de Thibaud le Tricheur, ce qui permet de préserver le lien agnatique avec la Maison de Blois (plus tard de Blois-Champagne) ; il serait alors le neveu du comte Eudes Ier de Blois et le cousin germain d'Eudes II[5],[6]. On verrait de surcroît en Roger et sa sœur Héloïse des enfants d'Helvise, une fille de Roger II, comte de Laon et de Bolenois. Les noms Roger et Helvise/Helvide/Héloïse se retrouvent chez les comtes de Laon) : il y aurait donc un lien cognatique avec cette dernière famille. Par les recoupements qu'on vient d'évoquer, il serait donc bien le frère[6] du comte palatin Hugues de Beauvais.

De manière certaine, sa sœur est Héloïse de Pithiviers, épouse de Renard dit de Broyes (vers 950/960-vers 998), et il est ainsi l'oncle maternel d'Oury, évêque d'Orléans.

### Carrière ecclésiastique et politique
Il devint en 988 chancelier des rois Hugues Capet et Robert le Pieux. Vers 999, il succède à Hervé à l'évêché de Beauvais. C'est sous son épiscopat que le comté laïc de Beauvais fut uni plus précisément à l'évêché. Roger de Blois conclut un accord en 1015 avec son possible cousin Eudes II de Blois, comte de Beauvais, et obtint de récupérer certains droits comtaux (mais pas encore tout le comté : l'annexion du comté par les évêques de Beauvais représente tout un long processus du Xe au XIIe siècle ; l'accord de 1015, ne portant donc que sur des droits partiels, se fit peut-être par échange contre la seigneurie de Sancerre).
Puis Roger Ier fit don de ces droits comtaux à l'Église de Beauvais : il annonce ainsi les futurs comtes-évêques du Beauvaisis, plus tard comtes et pairs.
Après 986, il récupère la seigneurie abbatiale de Coulombs tenue par son père supposé Hugues. Il en entamera la réforme, qui sera poursuivie par son neveu Odalric/Oury d'Orléans.
Après 1007, à la mort de son frère putatif Hugues de Beauvais, il récupère la charge de représentant du comte de Chartres et de Blois à Dreux (les Blois furent un moment comtes de Dreux).